# Les Plantiers
Les Plantiers település Franciaországban, Gard megyében. Lakosainak száma 228 fő (2022. január 1.). Les Plantiers L'Estréchure, Saint-André-de-Valborgne, Saumane és Val-d'Aigoual községekkel határos.

## Népesség
A település népességének változása:
| Lakosok száma | 257  | 228  | 221  | 248  | 226  | 245  | 257  | 259  | 249  | 228  |
|               | 1968 | 1982 | 1990 | 2006 | 2013 | 2015 | 2017 | 2019 | 2020 | 2022 |